# Chloeia fusca
Chloeia fusca är en ringmaskart som beskrevs av McIntosh 1885. Chloeia fusca ingår i släktet Chloeia och familjen Amphinomidae. Inga underarter finns listade i Catalogue of Life.